# Melanagromyza albisquama
Melanagromyza albisquama är en tvåvingeart som först beskrevs av Malloch 1927.  Melanagromyza albisquama ingår i släktet Melanagromyza och familjen minerarflugor. Inga underarter finns listade i Catalogue of Life.